# Azat Bejszebekow
Azat Bejszebekow (kirg. Азат Бейшебеков; ur. 28 kwietnia 1988) – kirgiski zapaśnik walczący w stylu klasycznym. Zajął dwunaste miejsce w mistrzostwach świata w 2017. Piąty na igrzyskach azjatyckich w 2014. Zdobył brązowy medal mistrzostw Azji w 2013 i 2018, a także mistrzostw Azji juniorów w 2008 roku.